# Environmental Protection Agency
Het Environmental Protection Agency (afgekort tot EPA of soms USEPA) is het onafhankelijke federale agentschap van de Verenigde Staten dat belast is met de bescherming van de volksgezondheid en de bescherming van het milieu.
Het agentschap werd op 2 december 1970 ingesteld. EPA is geen dienst die onder het kabinet valt, maar de directeur (in het Amerikaans Administrator) heeft wel de positie van kabinetslid. De huidige directeur is Michael Regan.

## Taken, bevoegdheden, werkgelegenheid en oprichting

### Werkgelegenheid
EPA telt 18.000 medewerkers, verdeeld over het hoofdkantoor, 10 regionale bureaus en 27 laboratoria verspreid over het land. De medewerkers van het Milieubureau zijn vaak hoog opgeleid, meer dan de helft van de medewerkers zijn ingenieurs, wetenschappers en specialisten op het gebied van milieubescherming. De rest zijn o.a. mensen met grote wetskennis, kennis van het openbaar bestuur, voorlichters en computerspecialisten.
De voorzitter van het bureau wordt benoemd door de Amerikaanse president.

### Taken en bevoegdheden
Een belangrijke taak van het Milieuagentschap is het verschaffen van informatie aan het kabinet over het milieu. Hiertoe werkt het agentschap nauw samen met andere overheidsinstanties (zowel federaal als lagere overheden zoals deelstaten, lokale overheden en Indianenstammen). EPA is verantwoordelijk voor onderzoek en het opstellen van nationale standaarden op het gebied van milieu. Het is een taak van het agentschap om te zorgen dat andere overheden zich aan de regels houden die EPA opstelt.
Het Milieuagentschap heeft de taken met betrekking tot vergunningverlening en eerstelijns handhaving gedelegeerd aan de lagere (dus niet-federale) overheden (deelstaten, gemeenten en Indianenstammen).
Wanneer nationale standaarden niet worden nageleefd kan EPA sancties en andere maatregelen nemen om te zorgen dat de overige overheden zich wel hieraan houden.
| Nr.    | Directeur van het Environmental Protection Agency Administrator of the Environmental Protection Agency | Directeur van het Environmental Protection Agency Administrator of the Environmental Protection Agency | Directeur van het Environmental Protection Agency Administrator of the Environmental Protection Agency | Ambtstermijn      | Ambtstermijn      | Partij                  | President(en)                |
| ------ | --- | --- | --- | ----------------- | ----------------- | ----------------------- | ---------------------------- |
| 1      | | Bill Ruckelshaus                                                                                       | Bill Ruckelshaus (1932–2019)                                                                           | 5 december 1970   | 30 april 1973     | R                       | Richard Nixon (1969–1974)    |
| [ 2 ]  | | | Robert Fri (1935–2014)                                                                                 | 30 april 1973     | 13 september 1973 | R                       | Richard Nixon (1969–1974)    |
| 2      | | Russell Train                                                                                          | Russell Train (1920–2012)                                                                              | 13 september 1973 | 20 januari 1977   | R                       | Richard Nixon (1969–1974)    |
| 2      | R | Russell Train                                                                                          | Russell Train (1920–2012)                                                                              | 13 september 1973 | 20 januari 1977   | Gerald Ford (1974–1977) |                              |
| [ 2 ]  | | | John Quarles (1935–2012)                                                                               | 20 januari 1977   | 7 maart 1977      | R                       | Jimmy Carter (1977–1981)     |
| 3      | | Douglas Costle                                                                                         | Douglas Costle (1939–2019)                                                                             | 7 maart 1977      | 20 januari 1981   | D                       | Jimmy Carter (1977–1981)     |
| [ 2 ]  | | | Steve Jellinek                                                                                         | 20 januari 1981   | 25 januari 1981   | D                       | Ronald Reagan (1981–1989)    |
| [ 2 ]  | | | Walter Barber                                                                                          | 25 januari 1981   | 20 mei 1981       | O                       | Ronald Reagan (1981–1989)    |
| 4      | | Anne Gorsuch Burford                                                                                   | Anne Gorsuch Burford (1942–2004)                                                                       | 20 mei 1981       | 10 maart 1983     | R                       | Ronald Reagan (1981–1989)    |
| [ 2 ]  | | Lee Verstandig                                                                                         | Lee Verstandig                                                                                         | 10 maart 1983     | 17 mei 1983       | O                       | Ronald Reagan (1981–1989)    |
| 5      | | Bill Ruckelshaus                                                                                       | Bill Ruckelshaus (1932–2019)                                                                           | 17 mei 1983       | 5 januari 1985    | R                       | Ronald Reagan (1981–1989)    |
| 6      | | Lee Thomas                                                                                             | Lee Thomas (1944)                                                                                      | 5 januari 1985    | 20 januari 1989   | R                       | Ronald Reagan (1981–1989)    |
| Vacant | Vacant                                                                                                 | Vacant                                                                                                 | Vacant                                                                                                 | Vacant            | Vacant            | Vacant                  | George H.W. Bush (1989–1993) |
| 7      | | William Keilly                                                                                         | William Reilly (1940)                                                                                  | 6 februari 1989   | 20 januari 1993   | R                       | George H.W. Bush (1989–1993) |
| 8      | | Carol Browner                                                                                          | Carol Browner (1955)                                                                                   | 20 januari 1993   | 20 januari 2001   | D                       | Bill Clinton (1993–2001)     |
| Vacant | Vacant                                                                                                 | Vacant                                                                                                 | Vacant                                                                                                 | Vacant            | Vacant            | Vacant                  | George W. Bush (2001–2009)   |
| 9      | | Christine Todd Whitman                                                                                 | Christine Todd Whitman (1946)                                                                          | 31 januari 2001   | 30 juli 2003      | R                       | George W. Bush (2001–2009)   |
| [ 2 ]  | | | Marianne Horinko (1961)                                                                                | 30 juli 2003      | 5 november 2003   | R                       | George W. Bush (2001–2009)   |
| 10     | | Mike Leavitt                                                                                           | Mike Leavitt (1951)                                                                                    | 5 november 2003   | 26 januari 2005   | R                       | George W. Bush (2001–2009)   |
| 11     | | Stephen Johnson                                                                                        | Stephen Johnson (1951)                                                                                 | 26 januari 2005   | 20 januari 2009   | R                       | George W. Bush (2001–2009)   |
| 12     | | Lisa Jackson                                                                                           | Lisa Jackson (1962)                                                                                    | 20 januari 2009   | 15 februari 2013  | D                       | Barack Obama (2009–2017)     |
| [ 2 ]  | | Bob Perciasepe                                                                                         | Bob Perciasepe (1951)                                                                                  | 15 februari 2013  | 18 juli 2013      | D                       | Barack Obama (2009–2017)     |
| 13     | | Gina McCarthy                                                                                          | Gina McCarthy (1954)                                                                                   | 18 juli 2013      | 20 januari 2017   | D                       | Barack Obama (2009–2017)     |
| [ 2 ]  | | Catherine McCabe                                                                                       | Catherine McCabe (1951)                                                                                | 20 januari 2017   | 17 februari 2017  | D                       | Donald Trump (2017–2021)     |
| 14     | | Scott Pruitt                                                                                           | Scott Pruitt (1968)                                                                                    | 17 februari 2017  | 8 juli 2018       | R                       | Donald Trump (2017–2021)     |
| 15     | | Andrew Wheeler                                                                                         | Andrew Wheeler (1964)                                                                                  | 8 juli 2018       | 20 januari 2021   | R                       | Donald Trump (2017–2021)     |
| [ 2 ]  | | Charlotte Bertrand                                                                                     | Charlotte Bertrand                                                                                     | 20 januari 2021   | 20 januari 2021   | D                       | Joe Biden (2021–2025)        |
| [ 2 ]  | | Jane Nishida                                                                                           | Jane Nishida (1955)                                                                                    | 20 januari 2021   | 11 maart 2021     | D                       | Joe Biden (2021–2025)        |
| 16     | | Michael Regan                                                                                          | Michael Regan (1976)                                                                                   | 11 maart 2021     | 20 januari 2025   | D                       | Joe Biden (2021–2025)        |

### Oprichting
In juli 1970 werd de wet getekend door president Richard Nixon die de oprichting van het Federaal Milieuagentschap mogelijk maakte.